# گری ارمن
گری ارمن (انگلیسی: Gerry Ehrmann؛ زادهٔ ۱۸ فوریهٔ ۱۹۵۹) بازیکن فوتبال اهل آلمان است.
از باشگاه‌هایی که در آن بازی کرده‌است می‌توان به باشگاه فوتبال کایزرسلاوترن و باشگاه فوتبال کلن اشاره کرد.